# Da’an (Taipeh)
Da’an (chinesisch 大安區, Pinyin Dà'ān Qū, Zhuyin ㄉㄚˋ ㄢ ㄑㄩ, Pe̍h-ōe-jī Tāi-an Khu) ist ein südlicher Bezirk der taiwanischen Hauptstadt Taipeh. Mit etwa 310.000 Einwohnern auf einer Fläche von etwas über 11 km² ist es der bevölkerungsreichste Bezirk der Stadt und gleichzeitig der Bezirk mit der höchsten Bevölkerungsdichte.

## Lage
Da’ans Nachbarbezirke sind Zhongzheng im Westen, Wenshan im Süden, Xinyi im Osten, sowie Songshan und Zhongshan im Norden. Da’an wird von einer Reihe wichtiger Verkehrsadern Taipehs berührt oder durchquert, wie etwa der Zhongxiao Road. Zudem ist der Bezirk an sechs Linien der Taipeher U-Bahn angebunden.

## Geschichte
Das Gebiet von Da’an wurde als eines der ersten Gebiete im Bereich des heutigen Taipeh Anfang des 18. Jahrhunderts von Einwanderern aus der chinesischen Provinz Fujian besiedelt. Ursprünglich hieß die Siedlung Tāi-ôan (Min Nan, geschrieben 大灣). Da die meisten Einwanderer aus dem Kreis Anxi der Stadt Quanzhou stammten, wurde der vordere Teil des Namens An-xi später in den taiwanischen Ortsnamen übernommen und dieser in Tāi-an (geschrieben 大安) geändert. Bis zum Ende des 19. Jahrhunderts war das flache, fruchtbare und wasserreiche Gebiet landwirtschaftlich geprägt. Nachdem Da’an zum Ende der Qing-Dynastie und zu Beginn der japanischen Kolonialzeit mit einer Reihe anderer Bezirke der aufstrebenden Metropole Taipeh zusammengeschlossen wurde, wuchs die Bevölkerungszahl stetig an und der Bezirk erhielt sein heutiges, von Geschäften und Bildungseinrichtungen geprägtes Erscheinungsbild.

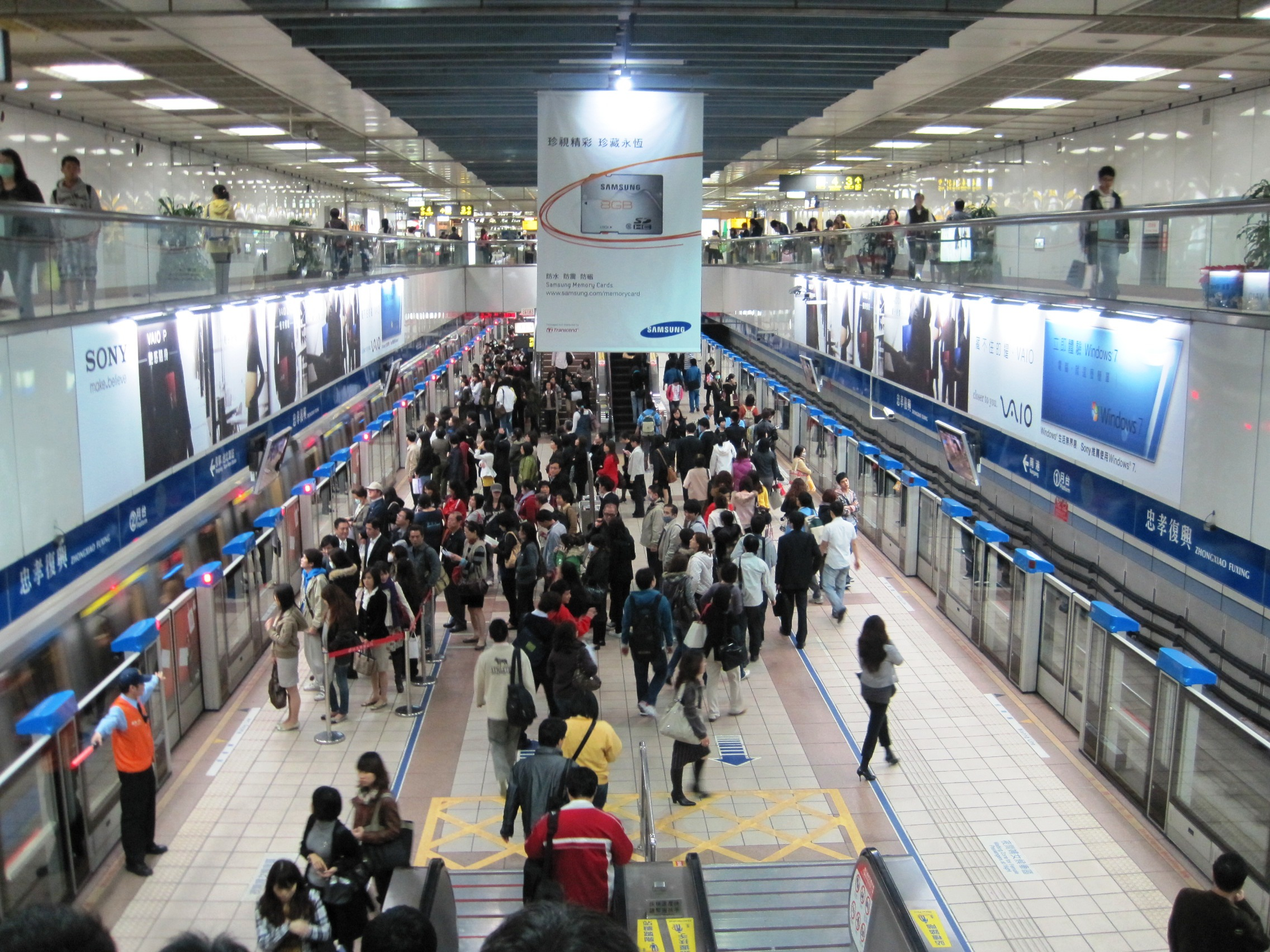
Die U-Bahn-Station Zhongxiao-Fuxing

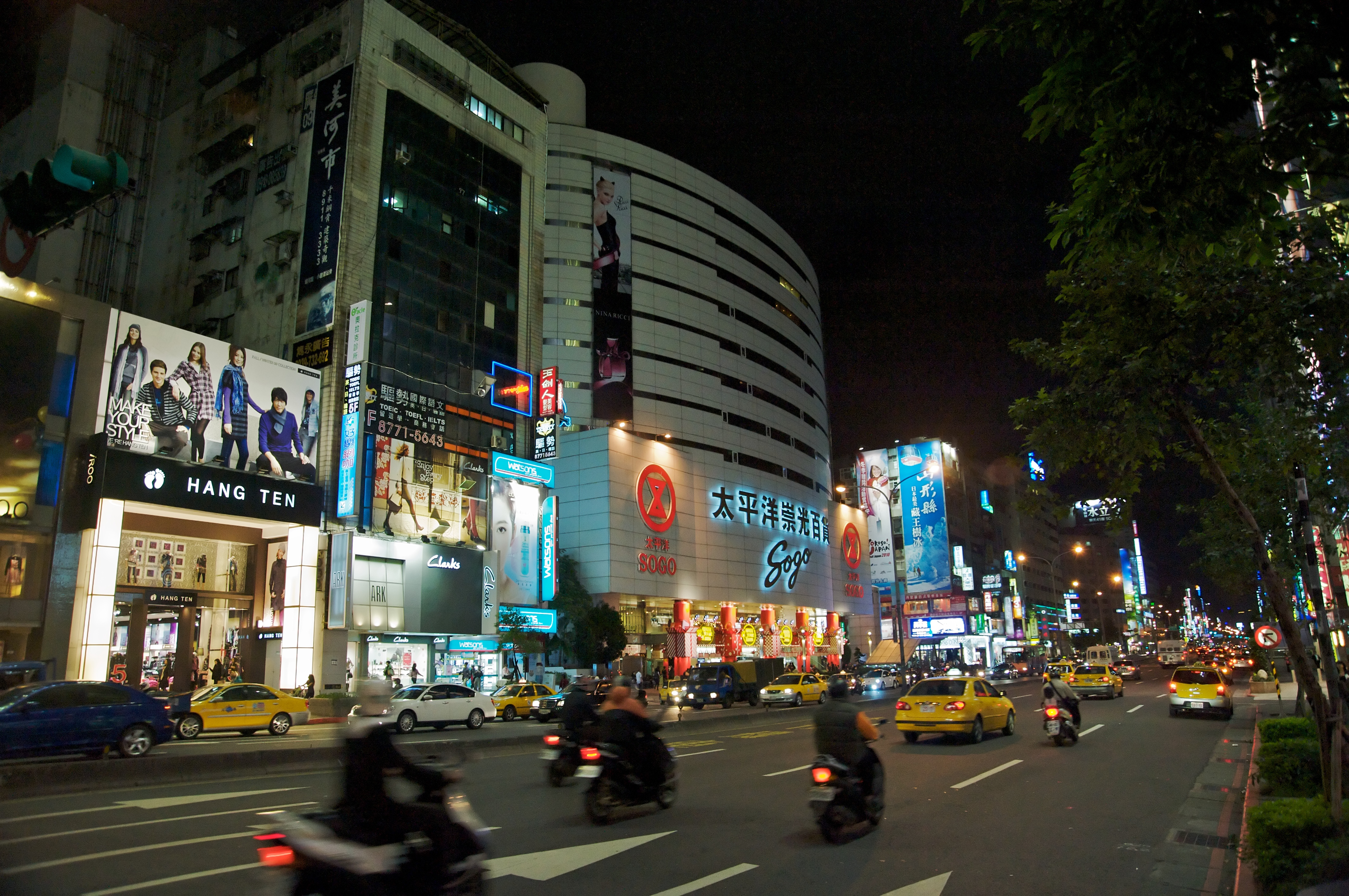
Die Zhongxiao Road

## Bedeutung
In dem dicht bebauten und von vielen bedeutenden Straßen durchquerten Stadtteil befinden sich große Geschäfts- und Einkaufszentren mit vielfältiger Gastronomie, vor allem entlang der Zhongxiao East Road und der Dunhua South Road. Unterhalb der Zhongxiao Road existiert eine unterirdische, zwischen zwei U-Bahn-Stationen gelegene Einkaufszone. Die bedeutendsten traditionellen Märkte des Bezirks sind die Nachtmärkte Tonghua und Shida sowie ein Jade-Markt.
Da’an weist eine ungewöhnlich hohe Konzentration höherer Bildungseinrichtungen auf. Im Gebiet des Bezirks liegen fünf Universitäten: die Nationaluniversität Taiwan (die renommierteste Hochschule Taiwans), die Pädagogische Universität Taiwan, die Pädagogische Universität Taipeh, die Nationaluniversität Taiwan für Wissenschaften und Technik sowie die Technologie-Universität Taipeh. Hier befindet sich eine Zweigstelle des Forschungsinstituts für Industrietechnologie (ITRI) mit Sitz in Hsinchu. Auch das taiwanische Ministerium für Wissenschaft und Technik sowie das dem Wirtschaftsministerium unterstehende Amt für industrielle Entwicklung haben ihren Sitz in Da’an.

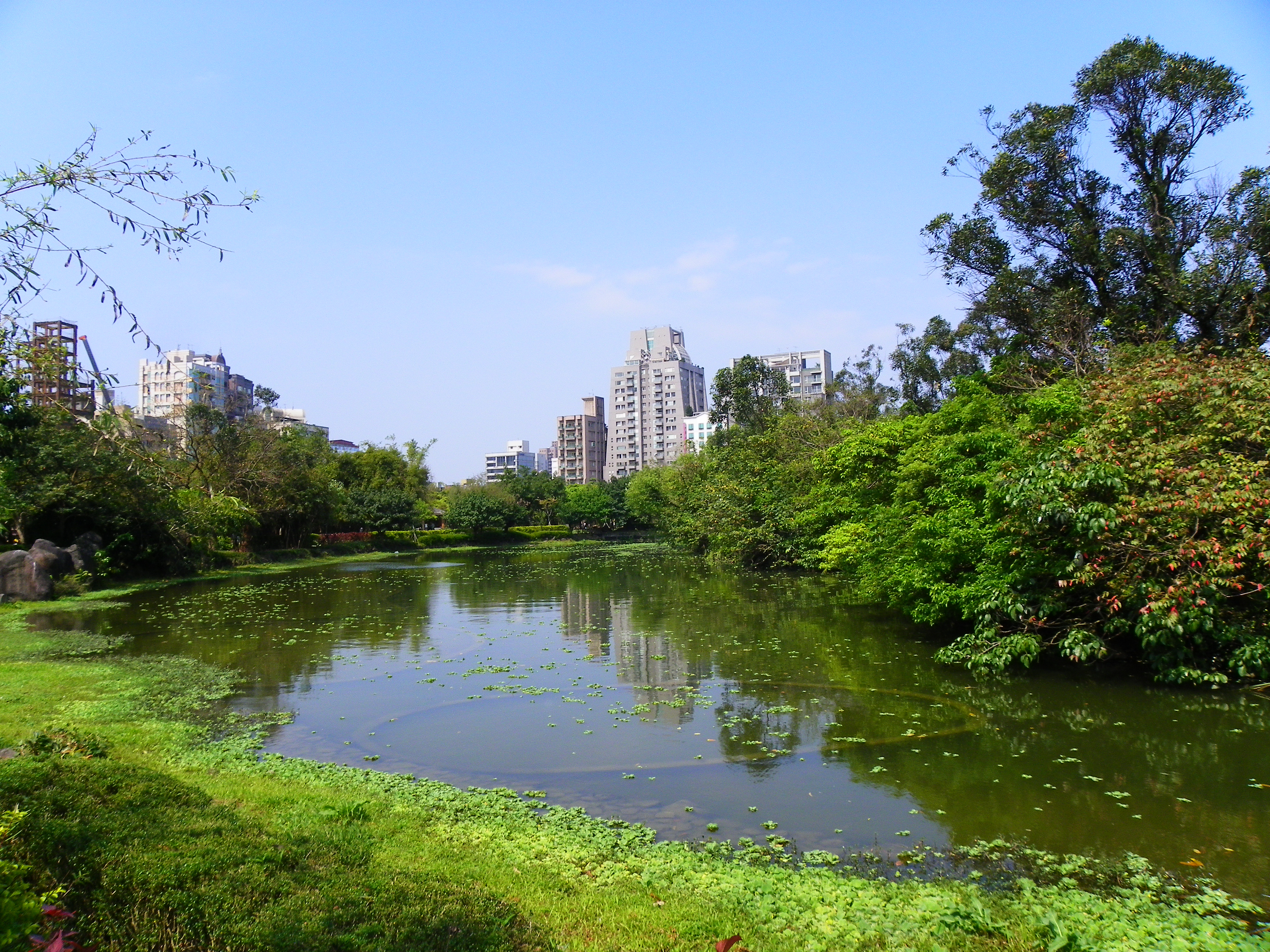
Der „Da’an-Waldpark“

Der größte Park des Bezirks ist der Waldpark von Da’an; die Wohnungs- und Grundstückspreise in seiner Nähe gehören zu den höchsten des Landes. In Da’an gibt es weiterhin einige Museen sowie die Moschee von Taipeh, die bedeutendste Moschee Taiwans.

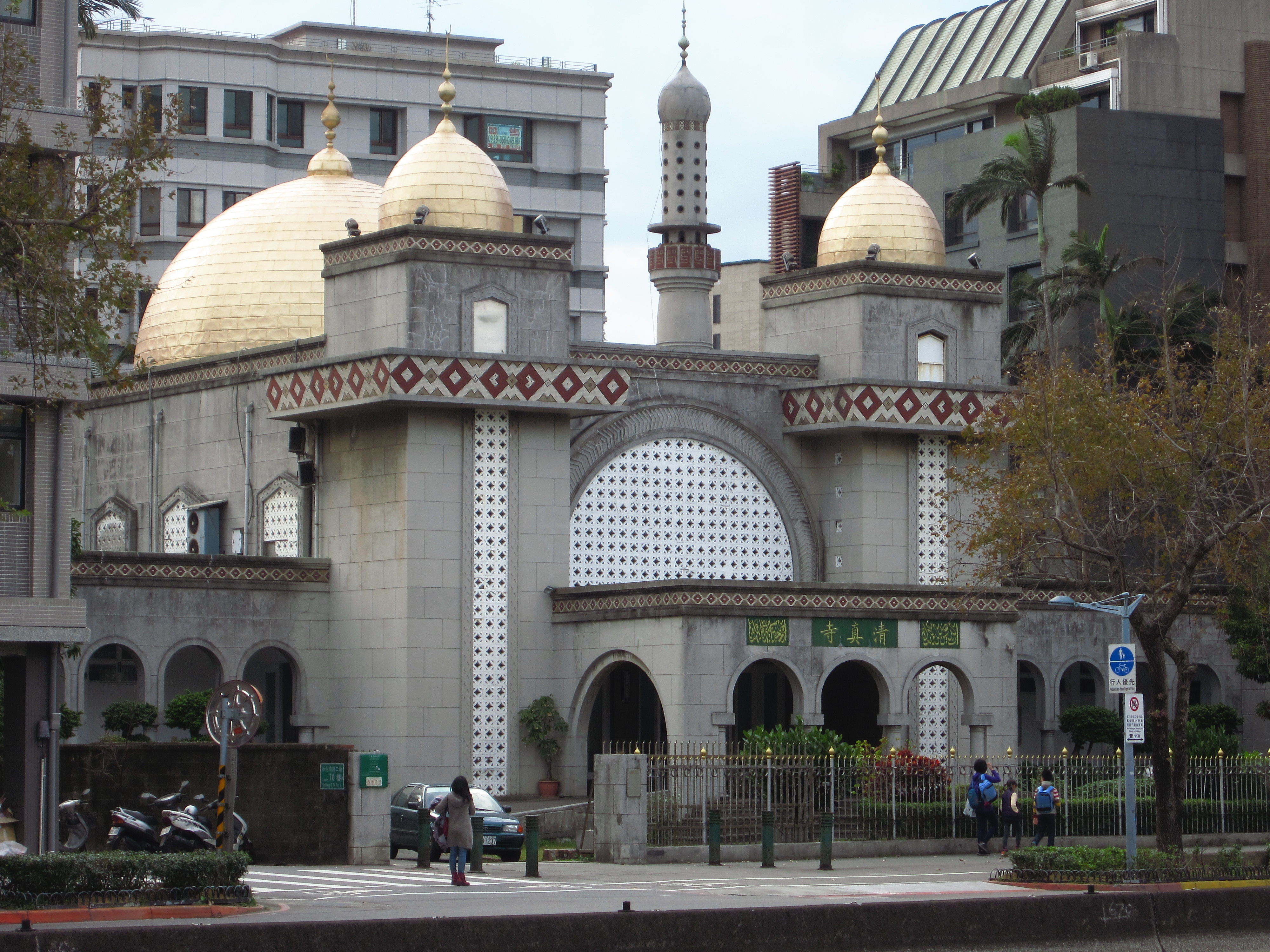
Die Moschee von Taipeh